# Apeirogono

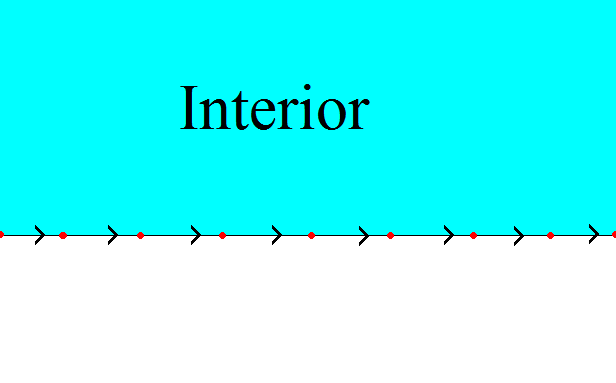
La ripartizione di una retta in un piano euclideo in infiniti segmenti di uguale lunghezza può essere vista come un apeirogono regolare.

In geometria, un apeirogono (dal greco ἄπειρος, apeiros, che significa  "infinito, illimitato" e γωνία, gonia, che significa  "angolo") o poligono infinito è un poligono con un numero infinito di lati, ovverosia un politopo infinito di dimensione 2.

## Definizioni

### Apeirogono geometrico
Secondo la definizione data da H. S. M. Coxeter, dati un punto A0 in uno spazio euclideo e una translazione S, e sia il punto Ai il punto ottenuto dall'applicazione della traslazione S al punto A0 per i volte, così che Ai = Si(A0), un apeirogono regolare è il poligono che si ottiene unendo i vertici ottenuti per ogni numero intero i con segmenti di uguale lunghezza.
Un apeirogono regolare può anche essere definito come la ripartizione di una retta euclidea E1 in infiniti segmenti di uguale lunghezza, generalizzando quindi il concetto di n-gono regolare, che può essere definito come una ripartizione del cerchio S1 in un numero finito di segmenti di uguale lunghezza.

### Pseudogono iperbolico
Considerando uno spazio iperbolico, l'analogo dell'apeirogono regolare è lo pseudogono regolare, definito come la partizione di una retta iperbolica in {\displaystyle \mathbb {H} ^{1}} in segmenti di lunghezza 2λ.

### Apeirogono astratto
Com'è noto, un politopo astratto è un insieme parzialmente ordinato P (i cui elementi sono chiamati facce) che soddisfa 4 assiomi:
1. Ha almeno una faccia e una faccia di dimensione maggiore;
2. Tutte le bandiere contengono lo stesso numero di facce;
3. È fortemente connesso;
4. Se le dimensioni di due facce, a e b con a > b, differiscono di 2, ci sono esattamente due facce c e d tali che, per dimensione, a > c > b e a > d > b

Per i politopi astratti di dimensione 2, ciò significa che:
1. Gli elementi dell'insieme parzialmente ordinato sono insiemi di vertici contenenti zero vertici (insieme vuoto), un vertice, due vertici (un lato), o l'intero insieme di vertici (una faccia bidimensionale), ordinati per inclusione di insiemi;
2. Ogni vertice appartiene esattamente a due lati;
3. Il grafo non orientato formato dai vertici e dagli archi è connesso.[5][6]

Un politopo astratto si chiama dunque apeirotopo astratto se ha infiniti elementi e un 2-apeirotopo astratto è chiamato apeirogono astratto. Dato che la realizzazione di un politopo astratto si ottiene con la mappatura dei suoi vertici in punti di uno spazio geometrico - tipicamente uno spazio euclideo - ogni apeirogono geometrico è la realizzazione di un apeirogono astratto.

## Simmetrie

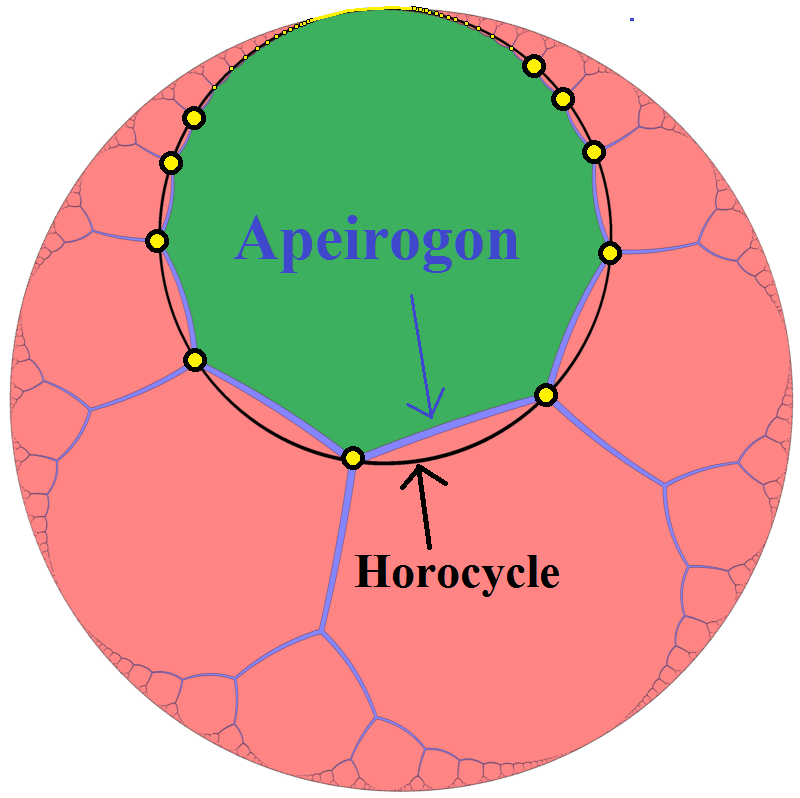
La tassellazione apeirogonale di ordine 3, {∞,3}, tassella il piano iperbolico con apeirogoni i cui vertici giacciono lungo percorsi orociclici.

Il gruppo diedrale infinito G di un apeirogono geometrico regolare è generato da due riflessioni, il cui prodotto trasla ciascun vertice di P al successivo. Tale prodotto può poi essere scomposto come il prodotto di una traslazione diversa da zero, di un numero finito di rotazioni e di una riflessione possibilmente banale.
In un politopo astratto, una bandiera è una raccolta contenente una faccia di ciascuna dimensione (per un poliedro P essa è ad esempio una terna (v, s, f), in cui v è un vertice - ossia una faccia di dimensione 0 - di P, s è uno spigolo - ossia una faccia di dimensione 1 - di P ed f è una faccia - in particolare una faccia di dimensione 2 - di P, tali che v < s < f) tutte incidenti tra loro, e tale politopo astratto è detto "regolare" se possiede simmetrie che portano qualsiasi bandiera su qualsiasi altra bandiera, cosa automaticamente vera nel caso di un politopo astratto bidimensionale.
La realizzazione simmetrica di un apeirogono astratto è quindi definita come la mappatura dai suoi vertici a uno spazio geometrico a dimensione finita - tipicamente uno spazio euclideo - tale che ogni simmetria dell'apeirogono astratto corrisponde a un'isometria delle immagini della mappatura.

## Spazio dei moduli
Generalmente lo spazio dei moduli di una realizzazione fedele di un politopo astratto è un cono convesso di dimensione infinita. Il cono di realizzazione dell'apeirogono astratto ha una dimensione algebrica non delimitabile, letteralmente “infinitamente infinita”, e non può essere chiuso nella topologia euclidea .

## Classificazione degli apeirogoni euclidei
La realizzazione simmetrica di qualsiasi poligono regolare nello spazio euclideo di dimensione maggiore di 2 è riducibile, nel senso che può essere realizzata come un'unione di due poligoni di dimensione inferiore. Questa caratterizzazione dei poligoni si applica anche naturalmente agli apeirogoni regolari, i quali sono il risultato della fusione dell'apeirogono unidimensionale con altri poligoni.
In due dimensioni gli apeirogoni regolari discreti sono i poligoni sghembi infiniti risultanti dalla fusione dell'apeirogono monodimensionale con il digono, rappresentati con il simbolo di Schläfli {∞}#{2}, {∞}#{}, o {\displaystyle \left\{{\dfrac {2}{0,1}}\right\}}.
In tre dimensioni gli apeirogoni regolari discreti sono i poligoni elicoildali infiniti, aventi i vertici equamente distanziati lungo un'elica, risultanti dalla fusione di un apeirogono monodimensionale con un poligono bidimensionale, {∞}#{p/q} o {\displaystyle \left\{{\dfrac {p}{0,q}}\right\}}.

## Generalizzazioni

### Dimensione maggiore di 2
L'analogo in 3 dimensioni dell'apeirogono prende il nome di apeiroedro, e, più in generale, un n-apeirotopo o un n-politopo infinito è l'analogo n-dimensionale di un apeirogono.